# الشعبات (خولان)

تعديل مصدري - تعديل

الشعبات هي إحدى قرى عزلة بني شداد بمديرية خولان التابعة لمحافظة صنعاء، بلغ تعداد سكانها 689 نسمة حسب تعداد اليمن لعام 2004.